# Liga de Fútbol Americano Profesional de México 2017
La Temporada 2017 de la LFA fue la segunda edición de la Liga de Fútbol Americano Profesional de México. En esta campaña se unieron dos nuevas franquicias: Dinos Saltillo y Fundidores Monterrey para un total de 6 equipos participantes.
Los Mayas se coronaron como los primeros bicampeones del circuito al derrotar a los Dinos en la disputa del Tazón México por 24-18. El entrenador en jefe campeón fue Ernesto Alfaro.

## Equipos participantes
| Equipo                        | Entrenador en jefe       | Ciudad                      | Estadio                  | Capacidad                |
| División Centro (Suerox)      | División Centro (Suerox) | División Centro (Suerox)    | División Centro (Suerox) | División Centro (Suerox) |
| ----------------------------- | ------------------------ | --------------------------- | ------------------------ | ------------------------ |
| Condors                       | Enrique Zapata           | Ciudad de México            | Jesús Martínez "Palillo" | 6,000                    |
| Eagles                        | José Campuzano           | Ciudad de México            | Jesús Martínez "Palillo" | 6,000                    |
| Mayas                         | Ernesto Alfaro           | Ciudad de México            | Jesús Martínez "Palillo" | 6,000                    |
| División Norte (Under Armour) |                          |                             |                          |                          |
| Dinos                         | Guillermo Ruiz           | Saltillo, Coahuila          | Olímpico de Saltillo     | 5,900                    |
| Fundidores                    | Leopoldo Treviño         | Monterrey, Nuevo León       | Tecnológico              | 36,485                   |
| Raptors                       | Rafael Duk               | Naucalpan, Estado de México | Jesús Martínez "Palillo" | 6,000                    |

## Acontecimientos Relevantes
- El 28 de septiembre de 2016 la LFA anunció su expansión para la temporada 2017: los Fundidores Monterrey y los Dinos Saltillo.[5] Estos equipos reclutan a los jugadores provenientes de los programas de fútbol americano universitario Borregos Salvajes ITESM Monterrey, Auténticos Tigres UANL y Lobos UAdeC.

- Previo al Tazón México II, el equipo visitante (Dinos) estuvo a punto de cancelar el encuentro ya que tenían que viajar en autobús 10 horas de Saltillo a la Ciudad de México, llegar a jugar y regresarse de inmediato, sin oportunidad de entrenar o descansar antes del juego, lo cual los puso en notable desventaja. La LFA no tuvo presupuesto para pagar avión y hoteles para los jugadores y miembros del personal.[6][7]

## Sistema de competencia
- Debido al aumento de equipos para la temporada 2017, la LFA realizó algunos cambios en el formato de competencia, creando dos Divisiones, la Norte y la Centro, aunque por motivos de patrocinio estas divisiones llevaron el nombre de productos comerciales. El nuevo formato incluyó campeonatos divisionales a jugarse en postemporada, los ganadores de los cuales pasarían al Tazón México. En temporada regular cada equipo tuvo 2 juegos a visita recíproca contra rivales de la misma división y 1 juego contra cada rival de la otra división, teniendo en total 7 juegos cada equipo, más la posibilidad de jugar el campeonato divisional y el Tazón México.
- El tope salarial por franquicia fue de 650,000 MXN (30,000 USD).

## Temporada Regular

### Calendario
| Semana 1      | Semana 1 | Semana 1 | Semana 1  | Semana 1   | Semana 1                 |
| Fecha         | Hora     | Local    | Resultado | Visitante  | Estadio                  |
| ------------- | -------- | -------- | --------- | ---------- | ------------------------ |
| 18 de febrero | 15:00    | Dinos    | 33-16     | Fundidores | Olímpico de Saltillo     |
| 19 de febrero | 11:00    | Condors  | 10-13     | Raptors    | Jesús Martínez "Palillo" |
| 19 de febrero | 15:00    | Eagles   | 33-21     | Mayas      | Jesús Martínez "Palillo" |

| Semana 2      | Semana 2 | Semana 2   | Semana 2  | Semana 2  | Semana 2      |
| Fecha         | Hora     | Local      | Resultado | Visitante | Estadio       |
| ------------- | -------- | ---------- | --------- | --------- | ------------- |
| 26 de febrero | 11:00    | Condors    | 16-64     | Mayas     | Perros Negros |
| 26 de febrero | 13:00    | Fundidores | 24-25     | Eagles    | Tecnológico   |
| 26 de febrero | 15:00    | Raptors    | 34-27     | Dinos     | Perros Negros |

| Semana 3   | Semana 3 | Semana 3   | Semana 3  | Semana 3  | Semana 3                 | Semana 3 |
| Fecha      | Hora     | Local      | Resultado | Visitante | Estadio                  |          |
| ---------- | -------- | ---------- | --------- | --------- | ------------------------ | -------- |
| 5 de marzo | 11:00    | Eagles     | 20-24     | Condors   | Jesús Martínez "Palillo" |          |
| 5 de marzo | 13:00    | Fundidores | 22-21     | Raptors   | Tecnológico              |          |
| 5 de marzo | 15:00    | Mayas      | 30-12     | Dinos     | Jesús Martínez "Palillo" |          |

| Semana 4    | Semana 4 | Semana 4 | Semana 4  | Semana 4   | Semana 4                 |
| Fecha       | Hora     | Local    | Resultado | Visitante  | Estadio                  |
| ----------- | -------- | -------- | --------- | ---------- | ------------------------ |
| 12 de marzo | 11:00    | Raptors  | 31-34     | Mayas      | Jesús Martínez "Palillo" |
| 12 de marzo | 14:00    | Dinos    | 10-14     | Eagles     | Olímpico de Saltillo     |
| 12 de marzo | 15:00    | Condors  | 14-12     | Fundidores | Jesús Martínez "Palillo" |

| Semana 5    | Semana 5 | Semana 5 | Semana 5  | Semana 5   | Semana 5                 |
| Fecha       | Hora     | Local    | Resultado | Visitante  | Estadio                  |
| ----------- | -------- | -------- | --------- | ---------- | ------------------------ |
| 19 de marzo | 15:30    | Dinos    | 23-10     | Condors    | Olímpico de Saltillo     |
| 26 de marzo | 11:00    | Eagles   | 24-27     | Mayas      | Jesús Martínez "Palillo" |
| 26 de marzo | 15:00    | Raptors  | 14-10     | Fundidores | Jesús Martínez "Palillo" |

| Semana 6   | Semana 6 | Semana 6   | Semana 6  | Semana 6  | Semana 6                 |
| Fecha      | Hora     | Local      | Resultado | Visitante | Estadio                  |
| ---------- | -------- | ---------- | --------- | --------- | ------------------------ |
| 2 de abril | 11:00    | Mayas      | 47-20     | Condors   | Jesús Martínez "Palillo" |
| 2 de abril | 14:00    | Fundidores | 14-6      | Dinos     | Tecnológico              |
| 2 de abril | 15:00    | Eagles     | 12-28     | Raptors   | Jesús Martínez "Palillo" |

| Semana 7   | Semana 7 | Semana 7   | Semana 7  | Semana 7  | Semana 7                 |
| Fecha      | Hora     | Local      | Resultado | Visitante | Estadio                  |
| ---------- | -------- | ---------- | --------- | --------- | ------------------------ |
| 9 de abril | 11:00    | Condors    | 16-31     | Eagles    | Jesús Martínez "Palillo" |
| 9 de abril | 14:00    | Fundidores | 14-33     | Mayas     | Tecnológico              |
| 9 de abril | 14:00    | Dinos      | 6-19      | Raptors   | Olímpico de Saltillo     |

### Standings
- Actualizadas las clasificaciones al 9 de abril de 2017.

JJ = Juegos Jugados, JG = Juegos Ganados, JP = Juegos Perdidos, JE = Juegos Empatados, PF= Puntos a favor, PC = Puntos en contra, Dif. = Diferencia entre Ptos. a favor y en contra
| División Centro (Suerox) | División Centro (Suerox) | División Centro (Suerox) | División Centro (Suerox) | División Centro (Suerox) | División Centro (Suerox) | División Centro (Suerox) | División Centro (Suerox) |
| Equipo                   | JJ                       | JG                       | JP                       | JE                       | PF                       | PC                       | Dif.                     |
| ------------------------ | ------------------------ | ------------------------ | ------------------------ | ------------------------ | ------------------------ | ------------------------ | ------------------------ |
| Condors                  | 7                        | 2                        | 5                        | 0                        | 110                      | 210                      | -100                     |
| (1) Mayas                | 7                        | 6                        | 1                        | 0                        | 256                      | 150                      | 106                      |
| (2) Eagles               | 7                        | 4                        | 3                        | 0                        | 159                      | 150                      | 9                        |

| División Norte (Under Armour) | División Norte (Under Armour) | División Norte (Under Armour) | División Norte (Under Armour) | División Norte (Under Armour) | División Norte (Under Armour) | División Norte (Under Armour) | División Norte (Under Armour) |
| Equipo                        | JJ                            | JG                            | JP                            | JE                            | PF                            | PC                            | Dif.                          |
| ----------------------------- | ----------------------------- | ----------------------------- | ----------------------------- | ----------------------------- | ----------------------------- | ----------------------------- | ----------------------------- |
| (2) Dinos                     | 7                             | 2                             | 5                             | 0                             | 117                           | 137                           | -20                           |
| Fundidores                    | 7                             | 2                             | 5                             | 0                             | 112                           | 146                           | -34                           |
| (1) Raptors                   | 7                             | 5                             | 2                             | 0                             | 160                           | 121                           | 39                            |

     Clasificado a Postemporada: (1) como local, (2) como visitante

## Postemporada
|  | Semifinales                                                      | Semifinales |    |  | Final                                               | Final |  |
|  |                                                                  |             |    |  |                                                     |       |  |
|  | Campeonato Divisional Norte 23/04 11:00 Estadio J. M. "Palillo"  |             |    |  |                                                     |       |  |
|  | Raptors                                                          | 10          |    |  |                                                     |       |  |
|  | Dinos                                                            | 13          |    |  |                                                     |       |  |
|  |                                                                  |             |    |  |                                                     |       |  |
|  |                                                                  |             |    |  | Tazón México II 30/04 16:00 Estadio J. M. "Palillo" |       |  |
|  |                                                                  |             |    |  | Dinos                                               | 18    |  |
|  |                                                                  | Mayas       | 24 |  |                                                     |       |  |
|  |                                                                  |             |    |  |                                                     |       |  |
|  |                                                                  |             |    |  |                                                     |       |  |
|  |                                                                  |             |    |  |                                                     |       |  |
|  | Campeonato Divisional Centro 23/04 15:00 Estadio J. M. "Palillo" |             |    |  |                                                     |       |  |
|  | Eagles                                                           | 18          |    |  |                                                     |       |  |
|  | Mayas                                                            | 40          |    |  |                                                     |       |  |

| Casco           |        |               |
| Brazo izquierdo | Cuerpo | Brazo derecho |
| Pantalones      |        |               |
| Medias          |        |               |
| DIN             |        |               |

| 23 de abril de 2017, 11:00 Estadio J. M. "Palillo" — Reporte Streaming:                                                                      |    |    |    |    |
| \| Equipo \| 1C \| 2C \| 3C \| 4C \| \| ------- \| -- \| -- \| -- \| -- \| \| Dinos \| 7 \| 0 \| 0 \| 6 \| \| Raptors \| 6 \| 0 \| 2 \| 2 \| |    |    |    |    |
| Equipo | 1C | 2C | 3C | 4C |
| Dinos | 7  | 0  | 0  | 6  |
| Raptors | 6  | 0  | 2  | 2  |

| Equipo  | 1C | 2C | 3C | 4C |
| ------- | -- | -- | -- | -- |
| Dinos   | 7  | 0  | 0  | 6  |
| Raptors | 6  | 0  | 2  | 2  |

| Casco           |        |               |
| Brazo izquierdo | Cuerpo | Brazo derecho |
| Pantalones      |        |               |
| Medias          |        |               |
| RAP             |        |               |

| Casco           |        |               |
| Brazo izquierdo | Cuerpo | Brazo derecho |
| Pantalones      |        |               |
| Medias          |        |               |
| EAG             |        |               |

| 23 de abril de 2017, 15:00 Estadio J. M. "Palillo" — Reporte Streaming:                                                                       |    |    |    |    |
| \| Equipo \| 1C \| 2C \| 3C \| 4C \| \| ------ \| -- \| -- \| -- \| -- \| \| Eagles \| 0 \| 12 \| 0 \| 6 \| \| Mayas \| 0 \| 20 \| 13 \| 7 \| |    |    |    |    |
| Equipo | 1C | 2C | 3C | 4C |
| Eagles | 0  | 12 | 0  | 6  |
| Mayas | 0  | 20 | 13 | 7  |

| Equipo | 1C | 2C | 3C | 4C |
| ------ | -- | -- | -- | -- |
| Eagles | 0  | 12 | 0  | 6  |
| Mayas  | 0  | 20 | 13 | 7  |

| Casco           |        |               |
| Brazo izquierdo | Cuerpo | Brazo derecho |
| Pantalones      |        |               |
| Medias          |        |               |
| MAY             |        |               |

## Tazón México II
El Tazón México II (llamado Indian Motorcycle Tazón México II por motivos de patrocinio) fue la segunda edición del juego de campeonato de la LFA. Los Mayas obtuvieron el bicampeonato imponiéndose a Dinos en el Estadio Palillo Martinez de la Ciudad de México, por un marcador de 24-18. 

### Resumen de anotaciones
| Cto. | Reloj | Serie | Serie | Serie | Eq. | Anotaciones | Marcador | Marcador |
| Cto. | Reloj | Jug.  | Yd    | TDJ   | Eq. | Anotaciones | DIN      | MAY      |
| ---- | ----- | ----- | ----- | ----- | --- | --- | -------- | -------- |
| 1    | 4:27  | 11    | 78    | 5:37  | DIN | Gol de campo de 20 yd de K #28 Gallardo                                                                                  | 3        | 0        |
| 2    | 13:30 | 3     | 75    | 1:30  | DIN | Touchdown, acarreo de 1 yd de QB #4 Alberto García, el punto extra es bueno (K #28 Gallardo)                             | 10       | 0        |
| 2    | 9:31  | 7     | 80    | 3:53  | MAY | Touchdown, pase de 42 yd de QB #12 Marco García a WR #81 Josue Martinez, el punto extra es bueno (K #5 Mauricio Morales) | 10       | 7        |
| 2    | 4:51  | 6     | 47    | 3:06  | MAY | Touchdown, acarreo de 10 yd de QB #12 Marco García, el punto extra es bueno (K #5 Mauricio Morales)                      | 10       | 14       |
| 3    | 1:50  | 9     | 42    | 4:35  | MAY | Gol de campo de 25 yd de K #5 Mauricio Morales                                                                           | 10       | 17       |
| 4    | 6:21  | 7     | 93    | 4:11  | MAY | Touchdown, acarreo de 65 yd de RB #1 Omar Cojolum, el punto extra es bueno (K #5 Mauricio Morales)                       | 10       | 24       |
| 4    | 1:16  | 0     | 0     | 0:00  | DIN | Safety de P #56 Aceves (Mayas)                                                                                           | 12       | 24       |
| 4    | 0:39  | 3     | 75    | 0:35  | DIN | Touchdown, pase de 5 yd de QB #4 Alberto García a RB #3 Gerardo Álvarez, se falla el punto extra                         | 18       | 24       |

| Campeón Tazón México II |
| ----------------------- |
|                         |
| Mayas                   |
| 2do Campeonato          |

## Premios
A continuación se muestran los premios a lo mejor de la temporada 2017.
| Premio                  | Ganador          | # (Posición) | Equipo  |
| ----------------------- | ---------------- | ------------ | ------- |
| MVP de la temporada     | Bruno Márquez    | 12 (QB)      | Raptors |
| Entrenador del Año      | Ernesto Alfaro   | HC           | Mayas   |
| Ofensivo del año        | Josué Martínez   | 81 (WR)      | Mayas   |
| Defensivo del año       | Daniel Carrete   | 11 (LB)      | Dinos   |
| Mejor Liniero ofensivo  | Jonathan Segura  | 73 (OL)      | Eagles  |
| Mejor Liniero defensivo | Octavio Martínez | 98 (DL)      | Eagles  |
| Mejor Ala profunda      | Luis González    | 24 (WR)      | Raptors |
| Mejor linebacker        | Ángel Rosado     | 52 (LB)      | Condors |
| Mejor corredor          | Omar Cojolum     | 1 (RB)       | Mayas   |
| Mejor receptor          | Gerardo Álvarez  | 3 (WR)       | Dinos   |